# Dariusz Pietrykowski
Dariusz Pietrykowski (ur. 5 grudnia 1957) – polski producent filmowy.
Laureat kilkunastu nagród filmowych w tym Polskiej Nagrody Filmowej, Orzeł w kategorii najlepszy film oraz Nagrody Specjalnej Jury na Festiwalu Polskich Filmów Fabularnych w Gdyni. Członek Polskiej Akademii Filmowej.

## Wybrana filmografia
jako producent:
- Wesele (2004)
- Mała wielka miłość (2008)
- Dom zły (2009)
- Maraton tańca (2010)
- Drogówka (2013)
- Polskie gówno (2014)
- Wołyń (2016)
- Plac zabaw (2016)
- Nina (2018)

## Wybrane nagrody
- 2004 – Nagroda Specjalna Jury na Festiwalu Polskich Filmów Fabularnych w Gdyni za film Wesele (dodatkowo nagroda Stowarzyszenia Filmowców Polskich, nagroda Rady Programowej TVP oraz nagroda Prezesa Zarządu Telewizji Polskiej)
- 2004 – wyróżnienie jury młodzieżowego na Międzynarodowym Festiwalu Filmowym w Locarno za film Wesele
- 2005 – Polska Nagroda Filmowa, Orzeł w kategorii najlepszy film roku 2004 za Wesele (dodatkowo Nagroda Publiczności)
- 2014 – Nagroda Publiczności w Konkursie "Inne spojrzenie" na Festiwalu Filmowym w Gdyni za film Polskie gówno